# Lasioglossum leucomontanum
Lasioglossum leucomontanum är en biart som först beskrevs av Ebmer 1981.  Lasioglossum leucomontanum ingår i släktet smalbin, och familjen vägbin. Inga underarter finns listade i Catalogue of Life.